# 2005 في جمهورية أيرلندا
فيما يلي قوائم الأحداث التي وقعت خلال عام 2005 في جمهورية أيرلندا.

## أفلام
من الأفلام التي صدرت هذه السنة في جمهورية أيرلندا:
- 4 أبريل – قوانين الجاذبية من إخراج بيتر هاويت.

## كتب
من الكتب التي صدرت هذه السنة في جمهورية أيرلندا:
- 1 يناير – نهج الخيال في التعليم من تأليف كيران إيجان.

## وفيات

### مارس
- 10 مارس – ديف ألين (مواليد 1936)

### يونيو
- 24 يونيو – إيفا فيلبين (مواليد 1914) كيميائية أيرلندية.